# Perec Bernstein
Perec Bernstein (hebrejsky: פרץ ברנשטיין, rodným jménem Šlomo Fric Bernstein; 12. června 1890 – 21. března 1971) byl sionistický aktivista, izraelský politik a jeden ze signatářů izraelské deklarace nezávislosti. Byl prvním izraelským ministrem průmyslu a obchodu a tento post zastával ve dvou funkčních obdobích. V roce 1952 byl kandidátem v prezidentských volbách, ale svou kandidaturu po druhém kole voleb stáhl, a v roce 1963 neúspěšně v prezidentských volbách kandidoval proti Zalmanu Šazarovi.

## Biografie
Narodil se v německém městě Meiningen a ještě před vypuknutím první světové války se přestěhoval do Nizozemska, kde pracoval v obchodu s obilím. V roce 1917 vstoupil do Sionistické organizace a byl jejím sekretářem a členem rady. V roce 1925 se stal šéfeditorem týdeníku Sionista a tento post zastával až do roku 1935. V letech 1930 až 1934 byl prezidentem Sionistické organizace.
V roce 1936 podnikl aliju do mandátní Palestiny a stal se redaktorem deníku ha-Boker. Stal se členem Židovské agentury a stal se členem její rady a posléze v letech 1946 až 1948 ředitelem jejího ekonomického oddělení.
Bernstein byl jedním ze signatářů izraelské deklarace nezávislosti a posléze byl jmenován ministrem obchodu a průmyslu v prozatímní vládě Davida Ben Guriona.
V parlamentních volbách v roce 1949 kandidoval za stranu Všeobecní sionisté, stal se poslancem Knesetu, ale přišel o své křeslo vládě. Poslanecký mandát obhájil v následujících volbách v roce 1951 a opětovně se stal ministrem obchodu a průmyslu ve čtvrté a páté vládě. Bernstein byl kandidátem v prezidentských volbách v roce 1952, ale po druhém kole svou kandidaturu stáhl, neboť měl velký odstup na svého protikandidáta Jicchaka Ben Cvi.
Poslancem byl i po volbách v roce 1955 a 1959 ale opět bez ministerské funkce. V roce 1961 se Všeobecní sionisté sloučili s Progresivní stranou a vznikla Liberální strana. Bernstein pak byl jedním z jejích dvou předsedů. V následujících volbách byl opět zvolen poslancem a přihlížel alianci Liberální strany s Cherutem Menachema Begina, která dala vzniknout uskupení Gachal. V roce 1963 se opět ucházel v prezidentských volbách o úřad prezidenta, ale prohrál se Zalmanem Šazarem v poměru 33 ku 67 hlasům. O poslanecký mandát přišel ve volbách v roce 1965 a zemřel v roce 1971.

## Dílo
- Anti-Semitism as a Social Phenomenon (1926 vyšlo v němčině, 1951 v angličtině, 1980 v hebrejštině a také v němčině)